# Balleroy
Balleroy – miejscowość i dawna gmina we Francji, w regionie Normandia, w departamencie Calvados. W dniu 1 stycznia 2016 roku z połączenia dwóch ówczesnych gmin – Balleroy oraz Vaubadon – powstała nowa gmina Balleroy-sur-Drôme. Siedzibą gminy została miejscowość Balleroy. W 2013 roku populacja Balleroy wynosiła 1075 mieszkańców. 

## Współpraca
- Shebbear, Wielka Brytania
- Ribe, Dania
- Fô, Burkina Faso